# Bolchowitinow BI-1
Die Bolchowitinow BI-1 (russisch Болховитинов БИ-1) war der nicht über die Vorserie hinausgekommene Prototyp eines sowjetischen Raketenflugzeugs. Als Jagdflugzeug projektiert und mit Kanonenbewaffnung erprobt, erfolgte ihr erster Flug neun Monate nach dem des ersten zum Einsatz gelangten Raketenjägers, der deutschen Me 163.

## Geschichte
Von den drei ab 1939 unter dem Namen Ognewitsch, „Der Feurige“, projektierten sowjetischen Raketenflugzeugen I-302, Maljutka und BI-1 erreichte nur letztere das Stadium intensiver Flugerprobungen. Die Maschine war als Hochgeschwindigkeits-Abfangjäger zum Objektschutz geplant. Angeregt wurde die Entwicklung nach einem Gespräch des Konstrukteurs Wiktor Bolchowitinow und dem Volkskommissar (Minister) für Luftfahrtindustrie Alexei Schachurin mit Josef Stalin im August 1941. Die Arbeiten erfolgten im Konstruktionsbüro (OKB) Bolchowitinow, das sich in den 1930er Jahren vor allem mit dem Bau unkonventioneller Flugzeuge einen Namen gemacht hatte. Entwickelt wurde es von Alexander Beresnjak und Alexei Issajew, die Konstruktion wird deshalb auch als Beresnjak-Issajew BI-1 bezeichnet. Das Kürzel BI steht für Blischni Istrebitel (Nahjäger). Den Konstrukteuren wurde nach dem deutschen Angriff auf die Sowjetunion aber aufgrund höchster Dringlichkeitsstufe nur 35 Tage statt der geplanten drei Monate zum Bau zugestanden. Die Leitung hatte Wiktor Bolchowitinow übernommen, der auch schon die Entwicklung des Raketengleiters RP-318-I geleitet hatte.
Das verwendete Einkammer-Raketentriebwerk D-1A-1100 wurde mit Kerosin betrieben, als Oxidator diente Salpetersäure. Entwickelt hatten es Leonid Duschkin und Wladimir Schtokolow. Am 10. September 1941 begannen die ersten antriebslosen Gleitversuche, wobei die BI-1 von einer Pe-2 auf Höhe geschleppt wurde. Anschließend mussten die Tests, bedingt durch den Vormarsch der deutschen Truppen und die daraus resultierende Evakuierung des Konstruktionsbüros hinter den Ural ab 16. Oktober 1941 einige Monate ausgesetzt werden. Am 27. April 1942 fand erstmals ein Testlauf des eingebauten Triebwerks am Boden statt und am 15. Mai absolvierte Pilot Grigori Bachtschiwandschi in drei Minuten und neun Sekunden den ersten Flug mit eingeschaltetem Triebwerk. Er endete beinahe mit einer Katastrophe, denn beim Landeanflug brach eine Triebwerksleitung und giftige Dämpfe verteilten sich in der Kabine, so dass Bachtschiwandschi die BI-1 fast blind und unter Atemnot landen musste. Zwar setzte er das Flugzeug so hart auf, dass eine Fahrwerksstrebe brach, aber der Prototyp war gerettet und konnte nach einer Reparatur weiter genutzt werden. In den anschließenden Tests unterzog man die BI-1 einer Hochgeschwindigkeitserprobung, ein Bauauftrag über 50 Serienmaschinen war schon erteilt worden. Beim siebten Flug kam es zur Katastrophe, als die Maschine außer Kontrolle geriet und den Piloten Grigori Bachtschiwandschi am 27. März 1943 in den Tod riss. Trotz anschließender umfangreicher Windkanalversuche konnte die bekanntgewordene gefährliche Neigung der Maschine, bei hohen Geschwindigkeiten plötzlich die Nase nach unten zu nehmen, nicht abgestellt werden. Dies war ein generelles Problem von Flugzeugen mit ungepfeilten Tragflächen bei Geschwindigkeiten über 950 km/h, was auch in den USA später zu Verlusten führte. Daraufhin verfügte man einen Produktionsstopp, einige der schon fertiggestellten sieben Vorserienmuster wurden jedoch noch erprobt.
Mit der BI-5 konnte am 9. März 1945 eine Steiggeschwindigkeit von 91,08 m/s erzielt werden. Nach einer Bruchlandung stellte man jedoch die Arbeiten an dem nicht mehr notwendig gewordenen Projekt ein. Die vorhandenen Maschinen sowie 20 im Bau befindliche wurden ausnahmslos verschrottet.

## Konstruktion
Gebaut war der Rumpf der BI-1 in Ganzmetall-Halbschalenbauweise mit ovalem Querschnitt. Das Raketentriebwerk befand sich im Heck, der dazugehörige Kraftstoffbehälter hinter dem Pilotensitz. Das Tragwerk wurde aus Holz und Metall gefertigt und in Tiefdeckerposition angeordnet. Das Normalleitwerk war oben und unten auf jeder Seite mit jeweils einer Strebe abgestützt. Das Heckradfahrwerk konnte komplett pneumatisch eingefahren werden, während der Erprobung im Winter ersetzte man die Räder durch Schneekufen.

## Testflugzeuge
| Bezeichnung    | Merkmale |
| -------------- | --- |
| BI-1           | Erste Version, die in zwei Exemplaren gebaut wurde. Die erste BI-1 wurde 1941 lediglich im Gleitschlepp mit einer Pe-2 durch Boris Kudrin erprobt, während mit der zweiten Maschine 1942 der erste Flug mit Antrieb in Swerdlowsk stattfand. |
| BI-2           | Nach dem erfolgreichen Testflug der BI-1 wurde ein erster Produktionsauftrag erteilt, jedoch forderte man eine höhere Reichweite, worauf die BI-2 gebaut wurde. Die Erprobung führte Konstantin Grusdjew 1942 durch. |
| BI-3           | Die Testmaschine, mit der Pilot Grigori Bachtschiwandshi am 27. März 1943 tödlich abstürzte. |
| BI-4 / BI-WS   | Dieses Modell war ursprünglich als letztes Vorserienmodell gedacht, bevor die BI-1 in Fertigung gehen sollte. Sie sollte deshalb auch mit zwei 20-mm-MK im Rumpfbug sowie einem Foto-MG in einer Verkleidung in Höhe der Kabine unter dem Rumpf ausgerüstet werden. Durch den unvorhergesehenen Absturz der BI-3 verursacht, wurde das Projekt jedoch abgebrochen. |
| BI-5           | Das erste mit einem RD-1 ausgerüstete Testmodell wurde im März 1945 von Boris Kudrin erprobt. Es war mit zwei Stabilisierungsflossen am unteren Rumpfheck ausgerüstet und erreichte erstmals eine Höchstgeschwindigkeit von 950 km/h. |
| BI-6           | Eine im Wesentlichen mit der BI-5 baugleiche Ausführung. Da zu jenem Zeitpunkt die Einstellung des BI-1 Programms schon beschlossen war, testete man sie nicht mehr im Flug. Sie wurde schließlich zur BI-7 umgerüstet. |
| BI-7 / BI-PWRD | Die letzte Ausführung wurde nicht mehr durch ein Raketentriebwerk im Rumpf angetrieben, sondern erhielt an jedem Flügelende ein Pulso-Schubrohr. Geflogen ist sie jedoch nicht, getestet wurde sie lediglich im Windkanal des ZAGI. |

## Ausgestellte Exemplare

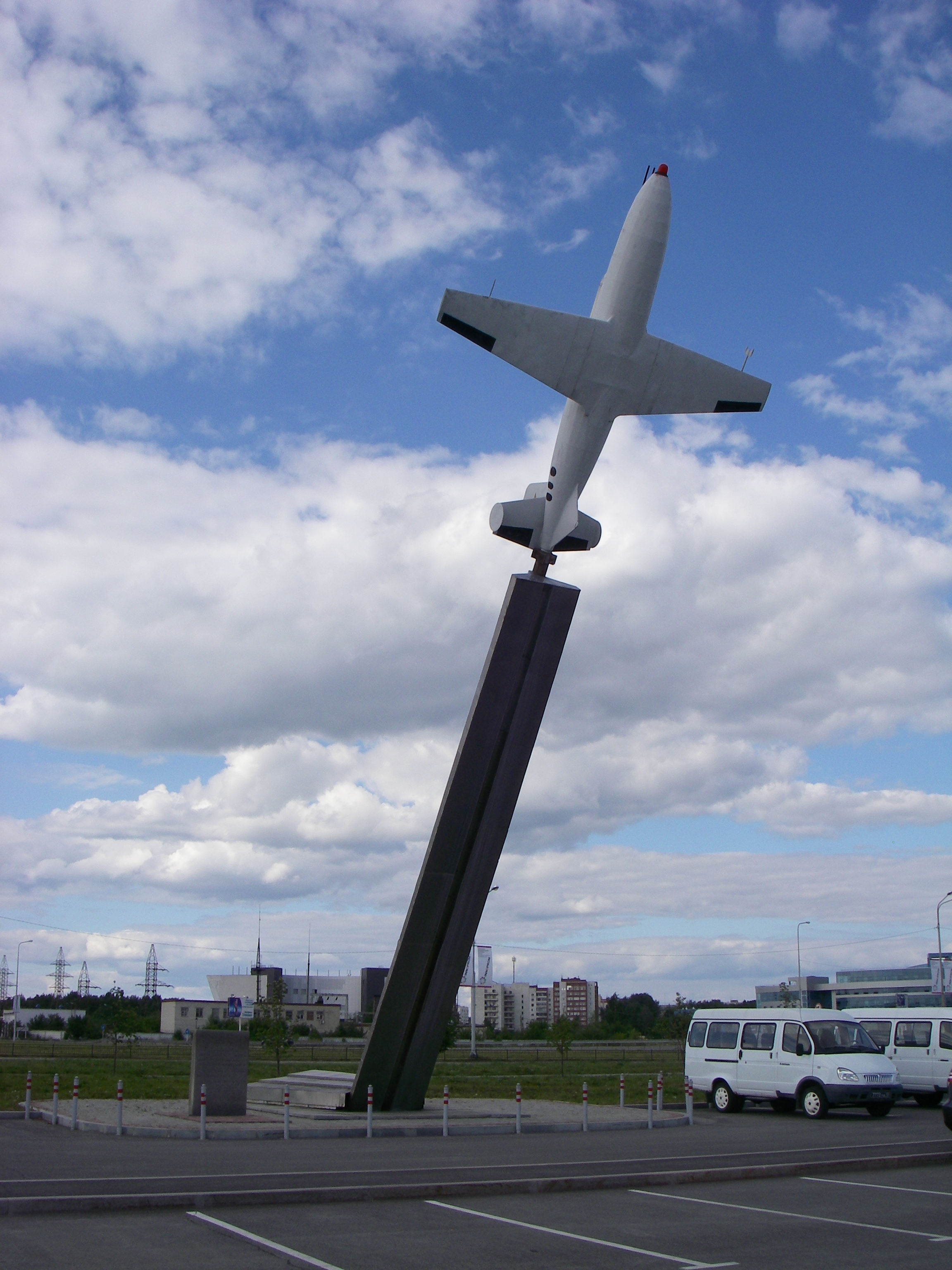
Die Stele zur Erinnerung an das Raketenflugzeug am Flughafen Jekaterinburg

Heute ist keine originale BI-1 erhalten, es existieren lediglich flugunfähige Nachbauten. Ein Flugzeug befindet sich im Zentralen Museum der Luftstreitkräfte der Russischen Föderation in Monino. In Werchnjaja Pyschma, nahe dem Ort des Erstfluges, befindet sich ein weiteres Exemplar im Museum. Beim Flughafen Jekaterinburg befindet sich ein Nachbau auf einer Stele. In Krasnodar, dem Heimatort des Piloten Bachtschiwandschi, sind drei Flugzeuge zur Erinnerung ausgestellt, darunter eine BI-1.

## Technische Daten
| Kenngröße             | Daten (BI-1)                                  |
| --------------------- | --------------------------------------------- |
| Besatzung             | 1                                             |
| Konzeption            | einmotoriges Experimental-Raketenjagdflugzeug |
| Konstrukteure         | Alexander Beresnjak, Alexei Issajew           |
| Länge                 | 6,40 m                                        |
| Spannweite            | 6,48 m                                        |
| Höhe                  | 2,06 m                                        |
| Flügelfläche          | 7,00 m²                                       |
| Flügelstreckung       | 6,0                                           |
| Pfeilung              | 3°                                            |
| Flächenbelastung      | 236 kg/m²                                     |
| Leistungsbelastung    | 0,67 kp/kg                                    |
| Leermasse             | 805 kg                                        |
| max. Startmasse       | 1650 kg                                       |
| Höchstgeschwindigkeit | 990 km/h in 5000 m Höhe (geschätzt)           |
| Steiggeschwindigkeit  | 91,08 m/s                                     |
| Triebwerk             | ein Duschkin D-1A-1100                        |
| Schub                 | 1100 kp (10,8 kN)                             |
| Brennschub            | ca. 2 min                                     |
| Bewaffnung            | zwei 20-mm-MK SchWAK (45 Schuss)              |